# Mansur Faqiryar
Mansur Faqiryar (* 3. Januar 1986 in Kabul, Afghanistan) ist ein ehemaliger deutsch-afghanischer Fußballtorwart und heutiger -trainer, Sportfunktionär und Unternehmer.

## Leben
Faqiryar kam im Alter von einem Jahr mit seinen afghanischen Eltern und Geschwistern, die vor dem Bürgerkrieg in Afghanistan flüchteten, nach Deutschland und wuchs im Bremer Stadtteil Kattenturm auf. Er besuchte das ehemalige Gymnasium Obervieland, wo er auch sein Abitur gemacht hat. Nach seinem Schulabschluss studiert er Wirtschaftsingenieurwesen an der Universität Bremen im Masterstudiengang.
Faqiryar spricht fließend Deutsch und Dari und ist im Besitz der Trainer-B-Lizenz.

## Karriere

### Vereinskarriere
Faqiryar begann seine Karriere als F-Junior beim VfB Komet Bremen. Später spielte er unter anderem in der Jugend von Werder Bremen und dem FC Union 60 Bremen. Zur Saison 2005/06 wechselte der Torwart zum Bremer Verbandsligisten FC Oberneuland. Dort gelang als Meister der Aufstieg in die Oberliga Nord. In der Oberliga wurde er jedoch von Neuzugang Ercan Ates verdrängt und kam in der ersten Saison 2006/07 nur zu sechs Einsätzen. Deshalb wurde Faqiryar zu Beginn der Saison 2007/08 für ein halbes Jahr zum Goslarer SC 08 in die sechstklassige Bezirksoberliga verliehen. In der Winterpause kehrte er vom späteren Aufsteiger zu seinem Stammverein zurück. Nun mit mehr Einsätzen, konnte er sich zum Ende der Saison endgültig als Stammtorwart durchsetzen. Obwohl man in der Saison nur Tabellenneunter wurde, wurde der FC Oberneuland als Bremer Vertreter für die Relegation nominiert, da der Meister FC Bremerhaven keine Lizenz für die Regionalliga bekam. Am Ende stand der Aufstieg in die Regionalliga Nord fest.
2009 wechselte er von Oberneuland zum niedersächsischen Fünftligisten und Meister VfB Oldenburg. Faqiryar absolvierte sein Debüt am 9. August 2009 (1. Spieltag) gegen den VfL Osnabrück II (1:1). Bis auf eine kurze Zeit in der Saison 2010/11 war Faqiryar Stammspieler bei den Oldenburgern. Am 18. Mai 2011 zog er sich im Ligaspiel gegen den TSV Ottersberg einen Kreuzbandriss zu und fiel für die restliche Saison sowie für die gesamte Hinrunde der folgenden Saison aus. Dennoch konnte der Torwart sich in der Rückrunde wieder als Stammtorwart durchsetzen. Während in der Saison 2009/10 der Aufstieg in die Regionalliga knapp verpasst wurde, gelang dies am Ende dieser Saison 2011/12.
Zur Saison 2012/13 wurde Faqiryar zum Vizekapitän, zur Saison 2013/14 als Nachfolger von Julian Lüttmann sogar zum neuen Kapitän ernannt. Nach einer Nierenstein-Operation zu Beginn der Saison 2014/15 kehrte er zunächst für die Spiele gegen den SV Meppen (2:1) und dem TSV Havelse (0:1) zurück, bevor er wegen einer Adduktorenverletzung und anschließenden Hüftproblemen aussetzen musste. Am 24. November 2014 gab Oldenburg bekannt, dass Faqiryars zum Saisonende auslaufender Vertrag zum 31. Dezember 2014 einvernehmlich aufgelöst werde.

### Nationalmannschaft
Faqiryar debütierte im Trikot der Nationalmannschaft am 23. März 2011 gegen Bhutan (3:0) im Rahmen der AFC-Challenge-Cup-Qualifikation. Im Juni 2011 wurde Faqiryar als einer von zwei Torhütern für die WM-Qualifikationsspiele gegen Palästina nominiert, obwohl er zu diesem Zeitpunkt einen Kreuzbandriss auskurierte. 2013 wurde er für die anstehende Südasienmeisterschaft nominiert, wo er ab dem zweiten Gruppenspiel im Tor stand. Im Halbfinalspiel gegen Nepal (1:0) hielt Faqiryar unter anderem zwei Elfmeter von Rohit Chand und wurde zum Man of the Match ernannt. Nach dem 2:0-Finalsieg gegen Indien, wo er wieder zum Man of the Match ernannt wurde, wurde Afghanistan erstmals Südasienmeister. Nach dem Turnier wurde Faqiryar mehrfach geehrt: er wurde zum Most Valuable Player und zum besten Torwart ausgezeichnet. Zudem wurde er in das Sportskeeda Team of the Tournament aufgenommen und von der Bevölkerung und Staatspräsident Hamid Karsai zum „Volkshelden“ ernannt.  Für seine besonderen Verdienste wurde der Torwart mit der Hohen Staatsmedaille von Mir Masjidi Khan, einer Wohnung in Kabul und mit einem Preisgeld von 1,1 Millionen Afghani geehrt.
Mit der Nationalmannschaft nahm er auch am AFC Challenge Cup 2014 teil. Am Ende belegte man den vierten Platz nach den Niederlagen im Halbfinale gegen Palästina (0:2) und den Malediven (7:8  n. E.). Gegen die Malediven kassierte er im Elfmeterschießen ein kurioses Tor, als Assad Adubarey beim Anlaufen über seine Beine stolperte. Das Video wurde auf der Video-Plattform YouTube zum viralen Hit. Im August 2014 wurde er für die afghanische U-23-Nationalmannschaft nominiert, die vom 15. bis zum 22. September 2014 bei den Asienspielen antrat. In den Gruppenspielen setzte es drei Niederlagen, weshalb man Gruppenletzter wurde. Faqiryar stand in zwei Spielen im Tor.

## Statistiken und Rekorde
Faqiryar hält den Rekord für die längste Serie ohne Gegentor im Tor der afghanischen Nationalmannschaft: während der gesamten Südasienmeisterschaft 2013 bekam er nur ein Gegentor und blieb 324 Minuten ohne Gegentor. Erst im übernächsten Testspiel gegen Tadschikistan (0:1) riss Faqiryars Serie, als Nuriddin Davronov bereits in der 2. Minute den Endstand erzielte. Somit blieb Faqiryar insgesamt 416 Minuten ohne Gegentor und spielte in vier aufeinanderfolgenden Spielen zu Null. Die alte Bestmarke hielt Hamidullah Yousufzai, der während der Südasienmeisterschaft 2011 insgesamt 251 Minuten ohne Gegentor blieb. Zudem schaffte es Faqiryar, zwischen dem 4. September 2013 und dem 14. Mai 2014 in 619 Minuten nur ein Gegentor zu bekommen. Faqiryar bestritt auch absolut gesehen die meisten Spiele ohne Gegentor; in 13 von seinen 23 Einsätzen spielte er zu Null, was einer beachtlichen Quote von 57 % entspricht. Zudem überschritt er als einziger Afghane viermal die 200-Minuten-Marke ohne Gegentor.

## Erfolge

### Nationalmannschaft
- Südasienmeister: 2013

### Vereine
VfB Oldenburg
- Aufstieg in die Regionalliga Nord: 2012

FC Oberneuland
- Aufstieg in die Regionalliga Nord: 2008
- Bremer Verbandsliga-Meister und Aufstieg in die Oberliga: 2006

### Persönliche Auszeichnungen
- Most Valuable Player der Südasienmeisterschaft: 2013
- Bester Torwart der Südasienmeisterschaft: 2013
- Mitglied vom Sportskeeda Team of the Tournament: 2013
- Nordsportler des Jahres: 2013
- Oldenburger Sportler des Jahres: 2013
- Hohe Staatsmedaille von Mir Masjidi Khan: 2013

## Nach der Karriere
Seit Juni 2016 arbeitet er im Auftrag seines ehemaligen Jugendclubs und Bundesligisten Werder Bremen als Sportkoordinator in einer Flüchtlingsunterkunft in Walle. Seit Februar 2017 ist er im Trainerstab von Otto Pfister Torwarttrainer der afghanischen Nationalmannschaft.

## Mansur-Faqiryar-Foundation
Nach dem Gewinn der Südasienmeisterschaft plante Faqiryar Ende 2013, eine Fußballakademie zu eröffnen. Ziel seines Projektes sei es, „die nachhaltige Entwicklung von Kindern und Jugendlichen […] durch die verbindende Kraft des Sports“ voranzutreiben und ihnen damit bessere Perspektiven zu bieten. Unterstützung erhielt er bei seinen Planungen u. a. vom Deutschen Fußball-Bund. Im März 2015 wurde mithilfe von verschiedenen Institutionen die „Mansur Faqiryar Foundation“ gegründet.